# Platichthys stellatus
Platichthys stellatus är en fiskart som först beskrevs av Pallas, 1787.  Platichthys stellatus ingår i släktet Platichthys och familjen flundrefiskar. Inga underarter finns listade i Catalogue of Life.
I motsats till de flesta andra vuxna flundrefiskar, som har sina ögon på högra kroppssidan, kan ögonens position variera hos Platichthys stellatus (antingen högra eller vänstra sidan). Arten är även en av de få flundrefiskar som gärna besöker vikar och floder med bräckt vatten eller sötvatten. Vissa individer dokumenterades 120 km från närmaste havsområde men utanför tidsvattenzonen hittas bara ungdjur. Vid könsmognaden efter ett eller två år simmar individerna åter till havet. Denna fisk har flera mörka strimmor på ryggfenan och på analfenan.
Utbredningsområdet ligger i norra Stilla havet från Berings sund till Koreahalvön och till södra Kalifornien. Arten är närmst släkt med skrubbskäddan (Platichthys flesus) men det förekommer hybrider med Parophrys vetulus eller med Kareius bicoloratus. Arten föredrar vattentemperaturer omkring 4 C°. Den registrerades till ett djup av 375 meter.
Hannar eller individer av okänd kön är oftast omkring 57,5 cm långa och den största hannen var 91 cm lång. Ett exemplar hade en vikt av 9,1 kg. Den äldsta kända individen var 24 år gammal.
Denna fisk äter kräftdjur, andra ryggradslösa djur och mindre fiskar. Den är i utbredningsområdet en betydande matfisk.